# Синяя лирика №2
«Синяя лирика № 2» — второй студийный альбом российской альтернативной рэп-группы «Дубовый Гаайъ», выпущенный в 1995 году лейблом Элиас Records.
Альбом является концептуальным продолжением предыдущей работы группы — Stop Killing Dolphins, так как лирика и звучание их обоих создавались предположительно в одно и то же время. На задней стороне обложки кассеты написано что этот альбом «это о полётах… от себя… и к себе… и снова… а ещё… о других значениях самоубийства».

## Предыстория альбома
В 1995 году Андрей «Ганс Хольман» Савченко без ведома остальных участников группы отправился на лейбл Элиас Records с целью переиздать первый альбом Stop Killing Dolphins. Помимо этого Ганс предложил издать ещё один альбом «Синяя лирика № 2». Но поскольку материала на него не хватало, он добавил четыре песни, которые Андрей «Дельфин» Лысиков записал вместе с Михаилом Воиновым в студии 2С в 1994 году на оставленные перед отъездом в США Алексеем Адамовым деньги (он помог записать дебютный альбом группы): «Песенка про дельфинов» (получившая при выпуске имя «Мишины дельфины»), «Стой, я, герой (твой)», «Не убивай на бумаге» и «Я хочу умереть».

## Запись альбома
Согласно данным из буклета альбома, который был переиздан Крем Records в 2002 году (т. н. «Dolphin. Коллекционное Издание — 4»), запись альбома проходила в студии SNC Studio в Москве с 1992 по 1993 годы. Отдельные композиции («Стой, я, герой (твой)», «Не убивай на бумаге» и «Мишины дельфины») были записаны лично Дельфином в студии «Элиас»; Песня «Не убивай на бумаге» изначально была длиннее на один куплет, чем итоговый вариант в альбоме.

## Переиздание
В 2002 году Дельфин выпустил коллекционное переиздание дисков на лейбле Крем Рекордс/Moon Records, включая альбомы группы «Дубовый Гаайъ» — Stop Killing Dolphins и «Синяя лирика № 2».

## Список композиций
Все тексты написаны Андреем Лысиковым, вся музыка написана Андреем Савченко, кроме отмеченных.
| №                   | Название                 | Музыка              | Длительность |
| ------------------- | ------------------------ | ------------------- | ------------ |
| 1.                  | «Я — дождь»              |                     | 4:14         |
| 2.                  | «Мишины дельфины»        | Михаил Воинов       | 4:45         |
| 3.                  | «Зеркало чёрного города» |                     | 6:16         |
| 4.                  | «Стой, я, герой (твой)»  | Михаил Воинов       | 4:18         |
| 5.                  | «Не убивай на бумаге»    | Михаил Воинов       | 3:29         |
| 6.                  | «Синяя лирика №1»        |                     | 4:09         |
| 7.                  | «Осень»                  |                     | 5:41         |
| 8.                  | «Синяя лирика №3»        |                     | 3:31         |
| 9.                  | «Мама»                   |                     | 4:04         |
| 10.                 | «Транспечаль»            |                     | 3:57         |
| Общая длительность: | Общая длительность:      | Общая длительность: | 44:29        |

| №   | Название               | Длительность |
| --- | ---------------------- | ------------ |
| 11. | «Я люблю людей (Live)» | 3:38         |

Комментарии
1. ↑  Это электронная версия песни Ганса. Данная композиция встречается также в первом альбоме (т.н. «Чёрный город»), а также имеет ещё два альтернативных вариантов, записанный Кестером на студии «Рекорд» в январе 1992 года, второй — живая версия «Чёрного города» на рэп-концерте в Риге 8 декабря 1991 года.
2. ↑  Является полной версией песни «Психолирика» из предыдущего альбома. В Stop Killing Dolphins данная композиция была неполной и играла роль интро: в ней был вставлен лишь первый куплет и она была обработанная в «глухом» моно, напоминающем ультразвук.

## Участники записи
Дубовый Гаайъ
- Андрей «Дельфин» Лысиков — вокал
- Андрей «Ганс Хольман» Савченко — гитара, клавишные, звукорежиссёр
- Михаил Воинов — гитара
- Иван «Кестер» Лебедев — бас-гитара
- Иван Черников — клавишные
- Павел «Мутабор» Галкин — диджей
- Максим «Фофан» Хоруженко — барабаны

Производственный персонал
- Ян Миренский — звукоинженер